# Sandra Masonová
Sandra Prunella Masonová (* 17. ledna 1949 Saint Philip, Barbados) je barbadoská právnička, soudkyně a politička. V letech 2018–2021 byla generální guvernérkou Barbadosu a od listopadu 2021, kdy se ostrov stal republikou, je jeho první prezidentkou.

## Osobní život a kariéra
Sandra Masonová se narodila v rodinném sídle rodiny Masonových 17. ledna 1949 ve městečku Saint Philip na Barbadosu. Po absolvování Princess Margaret Secondary School na Barbadosu ihned začala na této škole učit. Od roku 1968 kromě vyučování se také věnovala práci administrativní pracovnice ve finanční firmě Barclays. Téhož roku se přihlásila na University of the West Indies at Cave Hill (UWI), kde také získala bakalářský titul z práva roku 1973.
Roku 1975 také získala certifikát pro vykonávávní právní činnostina Hugh Wooding Law School na Trinidadu a Tobago. Díky tomuto certifikátu se stala první ženou na Barbadosu, která mohla vykonávat post advokátky.
Mezi lety 1978–1983 vykonávala pozici smírčího soudce na Juvenile and Family Court a během práce soudkyně také doučovala rodinné právo na UWI. V této době se také podílela na činnosti v neziskových organizacích.
Po dokončení studia soudní správy Royal Institute of Public Administration v Londýně se dostala do Výboru pro práva dítěte při OSN, kde v letech 1993–1995 byla místopředsedkyní a v letech 1997–1999 dokonce předsedkyní.
Po vyčerpávající funkci soudkyně na Family Court na Barbadosu byla barbadoskou velvyslankyní ve Venezuele v letech 1992–1993 a poté v letech 1993–1994 jako střídavě velvyslankyní v Chile, Kolumbii a Brazílii. Roku 1994 byla jmenována nejvyšší soudkyní pro Barbados a roku 1997 dokonce nejvyšší registrátorkou Nejvyššího soudu na Barbadosu, kterou byla až do roku 2005.
Roku 2000 také dokončila studia alternativního řešení sporů na University of Windsor v kanadském Ontariu. V letech 2000–2003 studovala různé právnické kurzy na UWI. Dalším postupem v kariéře se stalo složení přísahy a jmenování do funkce odvolacího soudce na Barbados Court of Appeals roku 2008. Stala se tak první ženou na Barbadosu, která tuto funkci zastávala.
Jedním z vrcholů její kariéry se stalo jmenování do fuknkce v pořadí 8. generální guvernérkou Barbadosu, kterou vykonávala až do 30. listopadu 2021. V teno den se stal Barbados oficiálně unitární parlamentní republikou dle ústavní změny, kdy byla nominována na prezidentku 12. října a zvolena tajným hlasováním 20. listopadu za první prezidentku Barbadosu. Oficiálně byla slavnostně jmenována prezidentkou Barbadosu 30. listopadu 2021. Tímto dnem také formálně zaniklo členství Barbadosu v Commonwelalthu realm.